# Anancylus arfakensis
Anancylus arfakensis là một loài bọ cánh cứng trong họ Cerambycidae.